# HMS Conqueror (1911)
La HMS Conqueror fu la terza nave della classe Orion di quattro corazzate dreadnought costruite dalla Royal Navy nei primi anni 1910. Passò la maggior parte della sua carriera assegnata alla Home e Grand Fleet. Oltre alla fallita intercettazione di alcune navi tedesche che avevano bombardato Scarborough, Hartlepool e Whitby nel 1914, la battaglia dello Jutland nel maggio 1916 e l'inconclusiva azione del 19 agosto 1916, il suo servizio nella prima guerra mondiale consistette generalmente in pattugliamenti del Mare del Nord e in esercitazioni.
Dopo la dissoluzione della Grand Fleet nel 1919, la Conqueror fu trasferita allaHome Fleet per alcuni mesi prima di essere assegnata alla Reserve Fleet. La nave fu venduta per la demolizione verso la fine del 1922.

## Progetto e descrizione
Le navi della classe Orion furono progettate in risposta all'inizio del programma navale tedesco, che voleva portare la Germania ad avere una flotta paragonabile a quella britannica, e furono molto più grandi delle precedenti corazzate della classe Colossus per poter trasportare cannoni più grandi e potenti e più armatura. Come riconoscimento di questi raggiungimenti la classe fu spesso chiamata la prima di "super-dreadnoughts". Le navi avevano una lunghezza fuori tutto di 177,1 m, un baglio massimo di 27 m e un'immersione di 9,5 m. Dislocavano 22 274 t a carico normale e 26 007 t a pieno carico. Nel 1918 il pieno carico fu aumentato a 29 575 t. L'equipaggio consisteva in 752 tra ufficiali e marinai.
La classe Orion era propulsa da due set di turbine a vapore Parsons, ognuno movente due alberi, usando il vapore delle 18 caldaie a carbone Babcock & Wilcox. Le turbine furono scelte perché generanti 20 000 kW di potenza, necessari per portare la nave a 21 nodi. Le navi avevano un'autonomia di 6 730 miglia nautiche alla velocità di crociera di 10 nodi. Durante le prove in mare del 7 giugno 1912, la Conqueror raggiunse la velocità di 22,1 nodi da 24 756 kW.

### Armamento e corazzatura
La classe Orion era equipaggiata con 10 cannoni Mk V da 343 mm in cinque torrette idrauliche binate, tutte sull'asse di simmetria. Le torrette erano chiamate 'A', 'B', 'Q', 'X' e 'Y', da prua a poppa. L'armamento secondario consisteva in 16 cannoni Mk VII da 102 mm. Questi cannoni erano suddivisi equamente tra soprastrutture di prua e poppa, tutti in montature singole. Quattro cannoni da 47 mm a salve erano a bordo per le salve di saluto. Le navi erano equipaggiate con tre tubi lanciasiluri da 533 mm, uno su ogni fiancata più uno a poppa, per i quali erano immagazzinati 20 siluri a bordo.

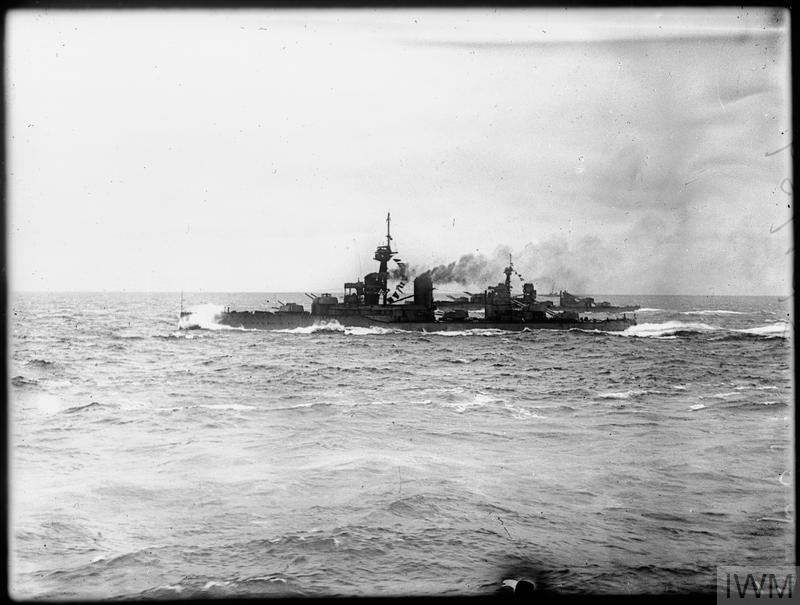
La Conqueror in navigazione in linea di fronte, maggio 1917

Le Orion erano protette al galleggiamento da una cintura corazzata da 305 mm che si estendeva tra le barbette. I ponti spaziavano in spessore tra 25 e 100 mm con le porzioni più spesse a poppa a protezione del meccanismo del timone. Le piastre frontali delle torette dell'armamento principale erano spesse 279 mm e le torrette stesse erano poste su barbette da 254 mm.

### Modifiche
Nel 1914 i cannoni sul ponte furono posti dentro casematte. Per l'ottobre 1914 furono aggiunti un paio di cannoni contraerei da 76 mm. Il sistema di puntamento fu installato su di una piattaforma sotto la coffa di avvistamento nell'aprile-maggio 1915. Dopo la battaglia dello Jutland fu aggiunta ulteriore corazzatura nel maggio 1916. Nello stesso periodo furono rimossi tre cannoni da 102 mm dalla sovrastruttura poppiera. Due catapulte per aerei furono poste sulle torrette 'B' e 'x' tra il 1917 e il 1918. Un telemetro per alzi elevati fu montato sulla sovrastruttura prodiera nel 1921.

## Costruzione e carriera
La Conqueror, chiamata come la nave incendiaria francese catturata dai britannici nel 1745, fu la settima nave con questo nome a servire nella Royal Navy. La nave fu impostata nel cantiere William Beardmore and Company a Dalmuir il 5 aprile 1910 e varata il 1º maggio 1911. Entrò in servizio con un equipaggio ridotto il 23 novembre 1912 ma non fu completata fino al marzo 1913, quando arrivò il resto degli uomini. Incluso l'armamento il suo costo fu tra 1 891 164 e 1 860 648 £. Fu l'ultima delle quattro Orion ad essere completata e insieme alle gemelle costituisce la seconda divisione del 2nd Battle Squadron (BS) della Home Fleet.

### Prima guerra mondiale

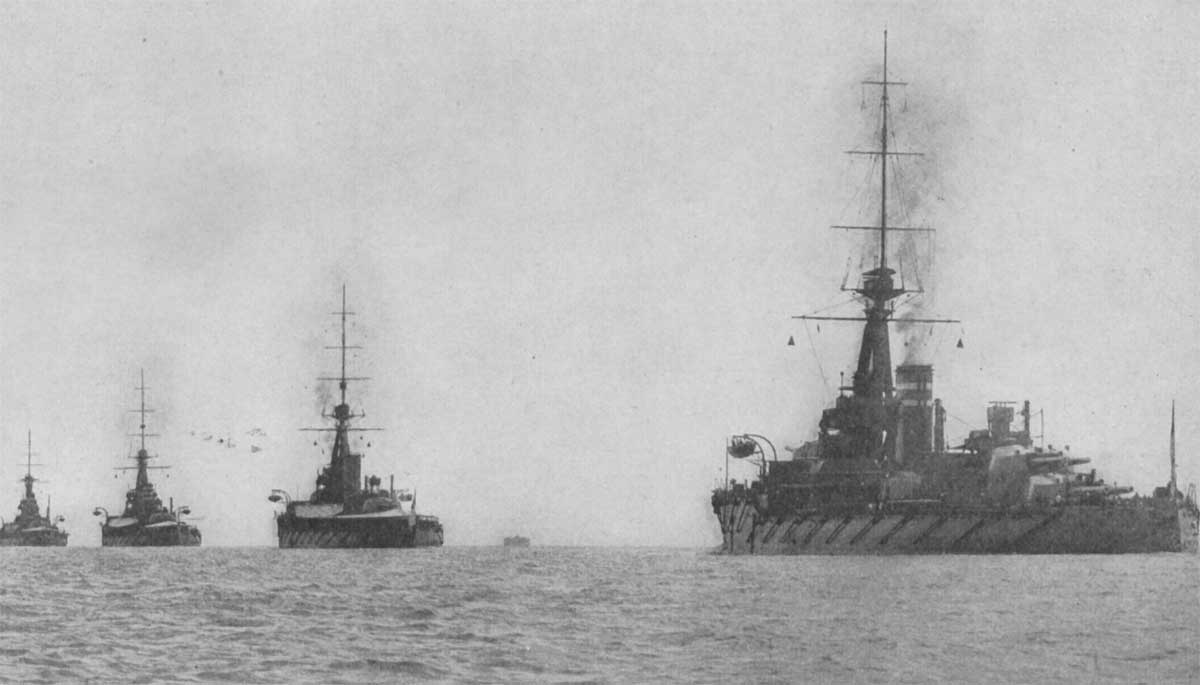
Il 2nd BS in navigazione nel Solent, 1914 circa. Da sinistra a destra la King George V, la Thunderer, la Monarch e la Conqueror

Tra il 17 e il 20 luglio 1914 la Conqueror prese parte al test di mobilitazione della flotta e alla rivista come parte della risposta britannica alla crisi di luglio. Arrivò a Portland il 25 luglio e quattro giorni dopo le fu ordinato di procedere col resto della Home Fleet verso Scapa Flow per salvaguardare la flotta da un possibile attacco a sorpresa tedesco. Nell'agosto 1914, dopo l'inizio della guerra, la Home Fleet fu riorganizzata nella Grand Fleet e poata sotto il comando dell'ammiraglio Sir John Jellicoe. Ripetute notizie di sottomarini a Scapa Flow portarono Jellicoe a concludere che le difese lì fossero inadeguate e ordinò che la Grand Fleet si disperdesse tra altre basi fino a quando le difese non fossero state rinforzate. Il 16 ottobre il 2nd BS fu mandato al Loch na Keal sulla costa occidentale della Scozia. La squadra partì per esercizi di tiro davanti alla costa nord dell'Irlanda il mattino del 27 ottobre e la corazzata Audacious colpì una mina, posata qualche giorno prima dall'incrociatore corsaro tedesco SS Berlin. Pensando che la nave fosse stata silurata da un sottomarino le altre corazzate furono fatte allontanare dall'area, mentre le navi più piccole prestavano soccorso. La sera del 22 novembre 1914 la Grand Fleet condusse un'infruttuosa sortita nel Mare del Nord meridionale. La Conqueror fu nel corpo centrale in supporto del 1st Battlecruiser Squadron del viceammiraglio David Beatty. La flotta fu di nuovo a Scapa Flow per il 27 novembre.

#### Bombardamento di Scarborough, Hartlepool e Whitby

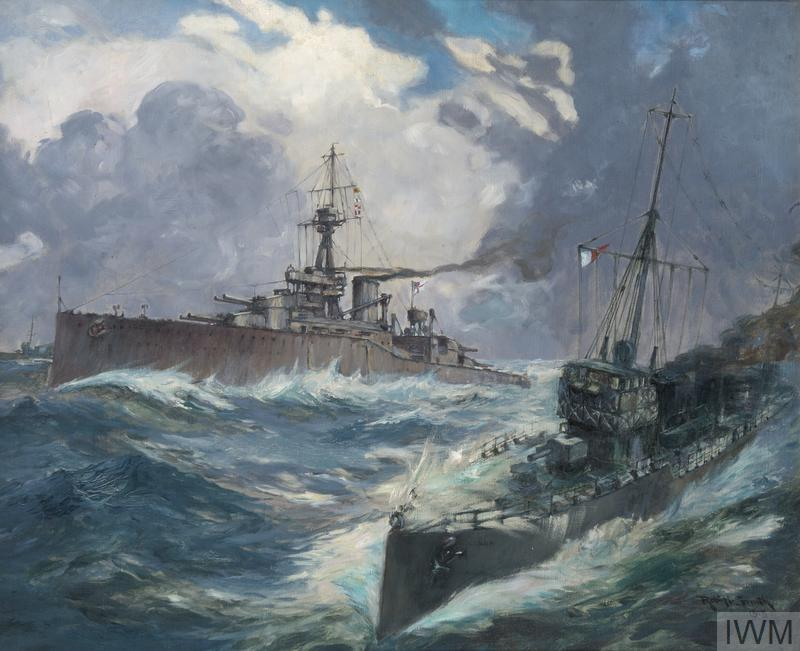
Dipinto della Conqueror e di un cacciatorpediniere di scorta di Robert Henry Smith, 1915

La Room 40 della Royal Navy intercettò e decrittò il traffico radio tedesco contenente i piani per un attacco tedesco contro i paesi costieri di Scarborough, Hartlepool e Whitby a metà del dicembre 1914 usando quattro incrociatori da battaglia del I Aufklärungsgruppe del Konteradmiral Franz von Hipper. Il messaggio radio non menzionava che la Hochseeflotte con quattordici dreadnought e otto pre-dreadnought avrebbero rinforzato Hipper. Le navi di entrambi gli schieramenti partirono dalle loro basi il 15 dicembre e i Britannici intendevano tendere un'imboscata alle navi tedesche sulla via del ritorno. Furono radunate sei corazzate del 2nd BS del viceammiraglio Sir George Warrender inclusa la Conqueror e le sue gemelle Monarch e Orion e quattro incrociatori del viceammiraglio Sir David Beatty.
Le forze di protezione di entrambi i lati si incrociarono nell'oscurità delle prime ore del 16 dicembre con il brutto tempo. I Tedeschi ebbero la meglio nel primo scambio di fuoco danneggiando severamente vari cacciatorpediniere britannici ma l'ammiraglio Friedrich von Ingenohl, comandante della Hochseeflotte, ordinò alle sue navi di invertire la rotta, preoccupato dalla possibilità di un attacco di massa da parte dei cacciatorpediniere britannici alla luce dell'alba. Una serie di comunicazioni errate e di errori dei Britannici permisero alle navi di Hipper di evitare l'ingaggio con le forze di Beatty.

#### 1915–1916
La Grand Fleet condusse un'altra sortita infruttuosa nel Mare del Nord verso la fine di dicembre e il 27 dicembre, mentre tentavano di entrare a Scapa Flow con una burrasca forza 8 e visibilità minima, la Monarch fu accidentalmente speronata dalla Conqueror. La prima dovette inaspettatamente manovrare per evitare una nave vedetta all'entrata e la Conqueror non poté evitarla. La prua della Conqueror fu danneggiata gravemente e ricevette riparazioni temporanee a Scapa e Invergordon prima di procedere per Devonport per una riparazione definitiva, riunendosi alla flotta nel marzo 1915.
L'11 aprile la Grand Fleet condusse un pattugliamento de Mare del Nord centrale e ritornò in porto il 14 aprile. Un altro pattugliamento dell'area fu effettuato tra il 17 e il 19 aprile, seguito da esercitazioni di tiro davanti alle isole Shetland il 20 e 21 aprile. La Grand Fleet effettuò sortite nel Mare del Nord centrale tra il 17 e il 19 maggio e fra il 29 e il 31 senza incontrare alcuna nave tedesca. Dall'11 al 14 giugno la flotta svolse esercitazioni di tiro ed esercizi di battaglia a ovest delle Shetland e un altro allenamento davanti alle stesse isole iniziò l'11 luglio. Il 2nd BS condusse esercitazioni di tiro nel Moray Firth il 2 agosto e poi ritornò a Scapa Flow. Tra il 2 e il 5 settembre la flotta svolse un'altra crociera nel Mare del Nord settentrionale e svolse esercitazioni di tiro. Per tutto il resto del mese la Grand Fleet svolse numerosi esercizi d'addestramento. La nave, insieme alla maggior parte della Grand Fleet, condusse un'altra sortita nel Mare del Nord tra il 13 e il 15 ottobre. Quasi tre settimane dopo la Conqueror partecipò ad un'ulteriore operazione d'addestramento a ovest delle Orcadi tra il 2 e il 5 novembre e ripeté l'esercizio all'inizio di dicembre. 

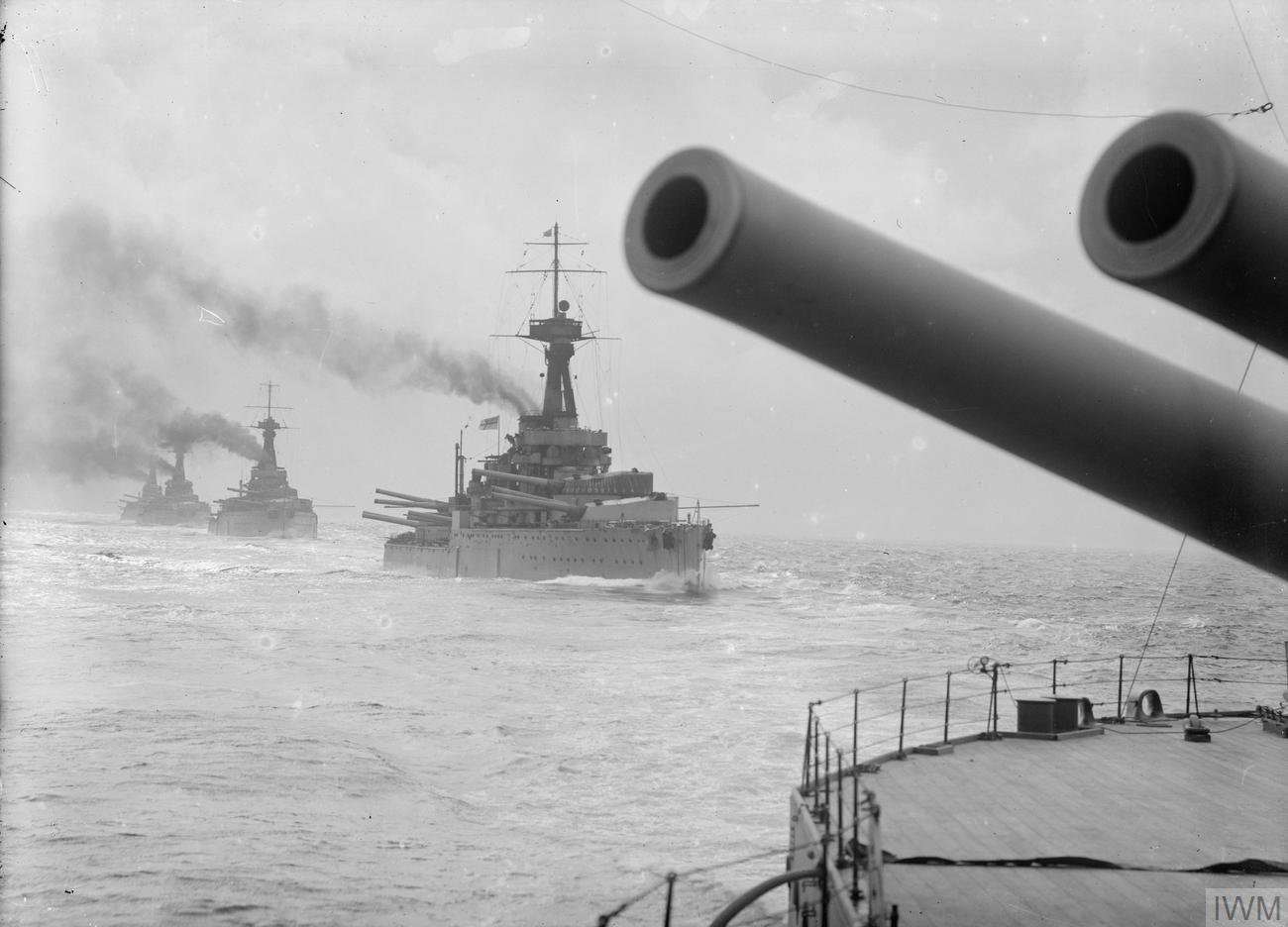
Le quattro navi della classe Orion in linea di fila, posteriore 1915.

La Grand Fleet uscì in risposta all'attacco tedesco contro forze leggere britanniche vicino al Dogger Bank il 10 febbraio 1916, ma fu richiamata due giorni dopo quando si scoprì che nell'azione non avevano preso parte forze tedesche più grandi di un cacciatorpediniere. La flotta partì per incrociare nel Mare del Nord il 26 febbraio. Jellicoe aveva pensato di usare la Harwich Force per pattugliare la baia di Helgoland ma il maltempo bloccava le operazioni nel Mare del Nord meridionale. Le operazioni furono quindi confinate all'estremo settentrionale del mare. Un altro pattugliamento iniziò il 6 marzo ma dovette essere abbandonato perché le condizioni meteo marine per i cacciatorpediniere di scorta stavano diventando troppo gravose. Nella notte del 25 marzo la Conqueror e il resto della flotta lasciarono Scapa Flow in supporto degli incrociatori di Beatty e altre forze leggere che stavano attaccando la base Zeppelin di Tønder. Per il momento in cui arrivò il grosso della flotta, il 26 marzo, le forze tedesche e britanniche si erano già disingaggiate e una forte burrasca metteva in pericolo il naviglio minore, quindi fu ordinato di rientrare alla base. Il 21 aprile la Grand Fleet svolse una dimostrazione davanti a Horns Rev per distrarre i Tedeschi mentre la Marina Imperiale Russa posava nuovamente i suoi campi minati difensivi nel Baltico. La flotta ritornò a Scapa Flow il 24 aprile e fece rifornimento prima di procedere a sud in risposta ai messaggi dell'intelligence che i Tedeschi stessero per lanciare un raid su Lowestoft, ma arrivarono nell'area quando i teutonici avevano già rinunciato. Tra il 2 e il 4 maggio la flotta condusse un'altra dimostrazione davanti a Horns Rev per tenere l'attenzione dei Tedeschi sul Mare del Nord.

#### Battaglia dello Jutland
In un tentativo di stanare e distruggere una porzione della Grand Fleet, la Hochseeflotte, composta da sedici dreadnought, sei pre-dreadnought e navi di supporto, lasciò la baia di Jade al mattino presto del 31 maggio. La flotta navigava insieme a cinque incrociatori di Hipper. La Room 40 intercettò e decrittò il traffico radio tedesco contenente i piani dell'operazione. In risposta, l'Ammiragliato ordinò alla Grand Fleet, in totale 28 dreadnoughts e 9 incrociatori da battaglia, di uscire di notte per accerchiare e distruggere la Hochseeflotte.
Il 31 maggio la Conqueror, sotto il comando del capitano di vascello Hugh Tothill, fu la settima nave della linea di battaglia dopo la disposizione. La nave potrebbe aver avuto un problema al motore durante la battaglia perché aveva problemi a mantenere la velocità di 20 nodi al segnale di Jellicoe delle 17:17 che istruiva la Thunderer a superare la Conqueror se non fosse riuscita a mantenere la velocità. Durante la prima parte della battaglia la nave sparò tre bordate contro una corazzata alle 18:31 senza effetti visibili. Allora puntò l'incrociatore leggero già danneggiato SMS Wiesbaden, anche se il numero di proiettili che andarono a segno, se ce ne fu qualcuno, è sconosciuto. Alle 19:12 la Conqueror sparò contro alcuni cacciatorpediniere nemici senza risultati e poi nuovamente contro altri cacciatorpediniere alle 19:25, con le torrette poppiere. Questa fu l'ultima volta che la nave usò i suoi cannoni in battaglia, avendo usato un totale di 57 proiettili da 305 mm (41 normali e 16 perforanti).

#### Attività seguente

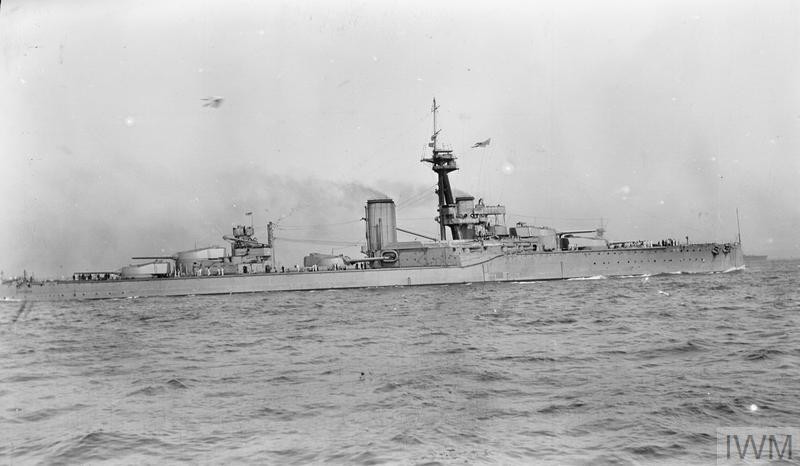
La Conqueror in navigazione, giugno 1917

La Grand Fleet uscì il 18 agosto per tendere un'imboscata alla Hochseeflotte mentre avanzava nel Mare del Nord meridionale, ma una serie di comunicazioni errate ed errori impedirono a Jellicoe di intercettare la flotta teutonica prima che ritornasse in porto. Due incrociatori leggeri furono affondati da U-Boot tedeschi durante l'operazione, spingendo Jellicoe a decidere di non rischiare le unità maggiori più a sud di 55° 30' N a causa del gran numero di sottomarini e mine. L'ammiragliato condivise l'idea e decise che la Grand Fleet non sarebbe uscita dai porti se non ci fosse stato il bisogno di bloccare un'invasione tedesca o se ci fosse stata una forte possibilità di ingaggiare il nemico in condizioni favorevoli.
Nell'aprile 1918 la Hochseeflotte uscì di nuovo per attaccare i convogli britannici per la Norvegia. Mantennero il silenzio radio per tutta la durata dell'operazione, fatto che non permise alla Room 40 di mandare alcun'allerta al nuovo comandante della Grand Fleet, l'ammiraglio Beatty. I Britannici vennero a sapere dell'operazione solo dopo che l'incrociatore SMS Moltke dovette comunicare al comando di aver avuto un'avaria. Beatty allora ordinò alla Grand Fleet di prendere il mare ed intercettare i Tedeschi ma non fu capace di raggiungere i nemici prima che la Hochseeflotte ritornasse in Germania. La nave era presente a Rosyth, in Scozia, quando la Hochseeflotte si arrese il 21 novembre e rimase parte del 2nd BS fino al 1 marzo 1919.
Il 1º maggio la Conqueror fu assegnata al 3rd Battle Squadron della Home Fleet. Il 1º novembre il 3rd BS fu sciolto e la Conqueror fu trasferita alla Reserve Fleet a Portland, insieme alle sue gemelle. La nave era ancora a Portland il 18 dicembre 1920, ma fu trasferita a Portsmouth prima del giugno 1921 quando sostituì la Orion come ammiraglia della Reserve Fleet. La Conqueror fu posta nella lista di vendita nel giugno 1922 seguendo i termini del trattato navale di Washington. Il 19 dicembre la nave fu venduta per essere demolita alla Upnor Shipbreaking Co. ed arrivò a Upnor il 30 gennaio 1923 per iniziare la demolizione.